# Tserajouka
Tserajouka (bielorruso: Церахо́ўка) o Terejovka (ruso: Терехо́вка) es un asentamiento de tipo urbano de Bielorrusia, perteneciente al distrito de Dóbrush en la provincia de Gómel.
En 2022, el asentamiento tenía una población de 3069 habitantes. Es sede de un consejo rural que incluye siete pedanías, con una población de unos dos mil habitantes.
En su origen, Tserajouka era un pueblo del distrito de Réchytsa en la República de las Dos Naciones. En la partición de 1772 pasó a formar parte del Imperio ruso, dentro del cual fue feudo de importantes nobles como Piotr Rumiántsev e Iván Paskévich. Desde 1874 se desarrolló como poblado ferroviario, al abrirse aquí una estación en la línea de ferrocarril de Gómel a Romny. La RSS de Bielorrusia la declaró capital distrital en 1927 y asentamiento de tipo urbano en 1938. En 1962, su distrito se suprimió y pasó a formar parte del distrito de Dóbrush.
Se ubica sobre la carretera P124, a medio camino entre la capital distrital Dóbrush y el trifinio con Rusia y Ucrania.